# Пустиня
 Тази статия е за земната форма.  За романа вижте Пустиня (книга).  
Пустиня (от „пуст“) е географска област, в която валежите са силно ограничени и в резултат на това условията за живот на растения и животни са много тежки. Липсата на растителност оставя земната повърхност незащитена от процеса на денудация. Около една трета от площта на световната суша (50 милиона квадратни километра) е пустинна или полупустинна, като тук се включват и полярните области, където валежите са редки и които понякога са наричани полярна пустиня. Пустините се класифицират въз основа на падащите валежи, на преобладаващата температура, на причините за опустиняване или на тяхното географско положение.
Пустините се формират от процесите на изветряне, като големите вариации между дневни и нощни температури създават напрежения в скалите, които в резултат на това се натрошават. Макар че дъждът в пустините е рядък, спорадичните порои могат да предизвикат внезапни наводнения. Падащият върху горещите скали дъжд може да предизвика напукването им, а получените парчета, разпилени по терена, ерозират допълнително от вятъра. Той издига частици пясък и прах и ги превръща в пясъчни или прашни бури. Носените от вятъра песъчинки предизвикват абразия по повърхността на твърдите тела, с които се сблъскват. Скалите се заглаждат и вятърът разпределя пясъка в хомогенни отложения във вид на хоризонтални пластове или издигащи се пясъчни дюни. Други пустини са равни каменисти равнини, дребнозърнестият материал от които е отнесен от вятъра, и повърхността представлява мозайка от огладени камъни – в такива области ерозията е ограничена. Други пустинни образувания са скални оголвания, оголена основна скала и глини, отложени в миналото от течаща вода. На места могат да се образуват временни езера или солни отложения в резултат на изпаряването на водата. В пустините се срещат подземни източници на вода, като извори и просмуквания на подземни води, като около тях понякога се образуват оазиси.
Растенията и животните, обитаващи пустините, използват специални адаптации, за да оцелеят в суровата среда. Растенията обикновено са жилави и твърди с малки или липсващи листа, с водоустойчиви кутикули и често с бодли, отблъскващи животните. Някои едногодишни растения покълват, цъфтят и умират в рамките на няколко седмици след валеж, докато други оцеляват с години, развивайки дълбоки коренови системи, способни да извличат подземна влага. Животните трябва да се охлаждат и да намират достатъчно храна и вода, за да оцелеят. Много от тях са активни през нощта и се крият в сенките или под земята през горещите дни. Те са ефективни в използването на водата, като извличат основната част от храната си и отделят концентрирана урина. Някои животни остават в спящо състояние продължително време, готови да се активизират при редките валежи, когато бързо се размножават.
Хората се опитват да живеят в пустините и ограждащите ги полупустинни области от хилядолетия. Номадите придвижват своите стада според наличието на паша, а оазисите дават възможност за по-уседнал живот. Земеделието в полупустинните райони може да предизвика ерозия на почвата и е сред причините за опустиняване на нови територии. В наши дни е възможно и пустинно земеделие с помощта на изкуствено напояване, като някога пустинни области се превръщат в обработваеми земи чрез пренос на вода от съседни райони. През пустините са разработени множество търговски пътища, най-вече през големи пустини като Сахара, които традиционно са използвани от кервани с камили за пренос на стоки, като сол, злато, слонова кост, роби. В пустините се извършва и добив на полезни изкопаеми, а постоянната слънчева светлина дава възможност за добив на слънчева енергия.

## Общи характеристики

### Геология
В геоложко отношение обща характеристика на повечето пустини са активните процеси на изветряне. В тях често има големи денонощни и годишни температурни амплитуди, като високите дневни температури спадат рязко през нощта. Денонощните амплитуди могат да достигнат 20 до 30 °C, а по повърността на скалите диапазонът е още по-голям. През деня времето обикновено е ясно и повечето слънчева радиация достига до земята, но след залез пустинята се охлажда бързо, излъчвайки топлина в атмосферата. В горещите пустини температурата през деня надхвърля 45 °C през лятото и спада под нулата през зимните нощи.
Толкова големи температурни вариации имат разрушителен ефект върху външната повърхност на скалите. Многократните флуктуации предизвикват напрежения в тях и водят до образуването на пукнатини във възвишенията. Натрошените пластове се свличат към по-ниските местности, където продължават да се раздробяват от непрекъснатите промени в нагряването. Останалите на възвишенията пластове също са подложени на продължаващо изветряне, като за това допринася и облекчаването на вътрешните напрежения, предизвиквани от вече отцепилите се скали. Развива се и ексфолиация, при която от повърхността на скалите се отделят плоски люспи – причина отново са температурните разлики, предизвикващи многократно разширяване и свиване, успоредно на първоначалната повърхност. Химическото изветряне в пустините също играе съществена роля, като необходимата за протичането му влага обикновено е във вид на роса или мъгла. Друг източник е подпочвената вода, достигаща до повърхността чрез изпарение, като формирането на солни кристали допринася за натрошаването на скалните частици до пясък или за ексфолиацията. По този начин понякога в подножията на стръмни склонове се образуват плитки пещери.
С разрушаването на пустинните възвишения се формират обширни зони с натрошени скали и чакъл. С продължаването на изветрителните процеси те се превръщат в пясък или прах. Прахът се образува от втвърдена глина или вулканични отложения, докато пясъкък е резултат от раздробяването на по-твърди гранити, варовици и пясъчници. При размер на частиците около 0,5 mm температурното изветряне на скалите се прекратява, като по този начин се получава минимален размер на песъчинките.
С ерозията на възвишенията се образува все повече и повече пясък. При силен вятър песъчинките се издигат над повърхността на земята и се пренасят от вятър в процес, наричан салтация. Носените от вятъра частици имат абразивно действие върху по-масивните скали по пътя си. В крайна сметка пясъкът се отлага в равнинни местности, наричани пясъчни полета или пясъчни морета, или се натрупва в дюни.

### Климат
С изключение на полярните зони, пустините се намират между 15° и 40° паралел в северното или южното полукълбо. Една от най-важните характеристики на пустините е температурата. Тя достига 45 – 50 °C през лятото и до 0 °C през зимата. В студените, снежни пустини минималните температури достигат -30 °C. Водата прихваща и задържа инфрачервеното излъчване от слънцето и от земята, но сухият пустинен въздух е неспособен да сложи преграда пред излъчването през деня или да задържи тази топлина през нощта. По тази причина повечето от слънчевата топлина през деня достига до земята и я нагрява, но веднага щом слънцето се скрие пустинята изстива, защото цялата топлина се излъчва обратно в атмосферата.
Пустините имат сух климат. Индексът за сухота взима предвид валежите (P) и изпарението (T):
{\displaystyle I={\frac {P}{T+10}}\,}.
Когато {\displaystyle I<10\,} се счита, че климатът е много сух.
Дъждове падат в пустините. Пустинните бури са често явление. В Сахара например рекордът е 44 mm за 3 часа. Понякога те могат да предизвикат наводнения и поради липсата на растителност, тези наводнения могат да бъдат много опасни. Реки като Нил, Хуанхъ, Колорадо текат през пустини. Пустините могат също така да имат подводни реки и извори, разположени в близост до повърхността или на голяма дълбочина. Понякога след дъждове се образуват езера, които са плитки, временни и солени.

### Флора и фауна
Погрешно се счита, че пустините са много бедни на животински видове. Една от причините за подобни твърдения е, че през деня повечето от тях остават скрити, за да контролират температурата на тялото си или да се предпазят от дехидратация. Те са еволюирали така, че са се адаптирали към нощен живот, толериране на горещината и липса на вода. Типични за пустините са койоти, гущери, змии, зайци.
Най-често срещаните растения са кактусите. Те дори са станали символ на пустинята. Някои от тях достигат огромни размери, могат да живеят до 200 години и служат за дом на много видове птици. Много от тях задържат вода в стеблото, корените или листата. Повечето от тях са се адаптирали към сухия и горещ климат, както и към солеността на почвата. Други видове растения, които могат да се видят в пустините са от семейство слънчогледови.

## Класификация
| Пустиня                                             | Площ (km2) |
| --------------------------------------------------- | ---------- |
| 1. Антарктида (Антарктида)                          | 13 829 430 |
| 2. Арктика (Арктика)                                | 13 700 000 |
| 3. Сахара (Африка)                                  | 9 100 000  |
| 4. Обща област от Нефуд, Дахна и Руб ел-Хали (Азия) | 2 330 000  |
| 5. Гоби (Азия)                                      | 1 295 000  |
| 6. Калахари (Африка)                                | 900 000    |
| 7. Патагонска пустиня (Южна Америка)                | 670 000    |
| 8. Виктория (Австралия)                             | 647 000    |
| 9. Сирийска пустиня (Азия)                          | 520 000    |
| 10. Пустиня от големия басейн (Северна Америка)     | 492 000    |
| 11. Пустиня Чиуауа (Северна Америка)                | 450 000    |
| 12. Голяма пясъчна пустиня (Австралия)              | 400 000    |
| 13. Каракум (Азия)                                  | 350 000    |
| 14. Колорадо (Северна Америка)                      | 337 000    |
| 15. Сонора (Северна Америка)                        | 310 000    |
| 16. Къзълкум (Азия)                                 | 300 000    |
| 17. Такламакан (Азия)                               | 270 000    |
| 18. Тар (Азия)                                      | 200 000    |
| 19. Атакама (Южна Америка)                          | 181 300    |
| 20. Гибсън (Австралия)                              | 155 000    |
| 21. Симпсън (Австралия)                             | 145 000    |

Пустините се дефинират и класифицират по различни начини, най-често въз основа на съчетание от общото количество на валежите, броят на дните с валежи, температурата и влажността, а понякога и допълнителни фактори. Например, валежите в град Финикс в Аризона са под 250 милиметра годишно и околностите му лесно могат да се определят като пустиня, заради сухолюбивата растителност. По северните склонове на планината Брукс в Аляска валежите също са под 250 милиметра и те често са класифицирани като студена пустиня. И в други части на света има студени пустини, включително части от Хималаите и други високопланински области. Полярни пустини покриват повечето незаледени части на Арктика и Антарктика.

### Според валежите
През 1961 Певърил Мегз разделя пустинните региони на Земята в три отделни категории в зависимост от количеството валежи. Това е сравнително широко използвана система и според нея екстремално сухите области са тези в които може да има поне 12 месеца без валежи, сухите области са тази с годишни валежи по-малко от 250 mm и полусухите области са тези с валежи между 250 и 500 mm. Сухите и екстремално сухите области се класифицират като пустини, а полусухите се разглеждат като степи, когато имат тревиста растителност. Друга класификация, базирана само на валежите, разделя пустините на свръхсухи, сухи и полусухи. Свръхсухите получават под 25 mm варежи годишно, обикновено нямат сезонен валежен цикъл и понякога цяла година няма никакви валежи. В сухите пустини валежите са между 25 и 200 mm, а в полусухите – между 200 и 500 mm. Същевременно фактори като температура, влажността на въздух, степен на изпарение и евапотранспирация и капацитет на почвите да задържат влага могат да имат силен ефект върху степента на пустинност и върху растителността и животните, които могат да живеят в дадена област. Така валежите през студения сезон помагат повече на растежа на растенията. По тези причини определянето на границите между пустинни и полупустинни области само въз основа на валежите е проблематично.
Потенциалната евапотранспирация е допълнителна мярка, която наред с количеството на валежите дава измеримост на дефинициите за пустиня. Водният баланс на дадена област може да се изчисли по формулата P − PE ± S, където P са валежите, PE е потенциалната евапотранспирация и S е количеството вода в повърхностните водоеми. Евапотранспирацията е съчетанието от загуби на вода чрез изпарение в атмосферата и чрез жизнените процеси на растенията. Потенциалната евапотранспирация е количеството вода, което би могло да се изпари или използва от растенията в даден регион. Например, валежите в Тусон са около 300 милиметра годишно, но в рамките на година там могат да се изпарят към 2500 милиметра. С други думи около осем пъти повече вода може да се изпари в областта, отколкото са действителните валежи. Стойностите на потенциалната евапотранспирация в студени области, като Аляска, са много по-ниски, тъй като горещината ускорява изпарението.

### Според температурата
Сред характеристиките на горещите пустини са високи температури през лятото, по-голямо изпарение от валежите, обикновено усилвано от високите температури, силни ветрове и отсъствие на облачност, значителни вариации в наличието, интензивността и сезонното разпределение на валежите, ниска влажност. Зимните температури варират значително между различните пустини и често са свързани с тяхното разположение спрямо океана и географската ширина. Дневните температурни амплитуди могат да достигнат 22 °C и повече, като нощните загуби на топлина чрез излъчване се усилват от ясното време.
Студените пустини, понякога наричани и пустини на умерения пояс, се формират на по-голяма надморска височина от горещите, като основен фактор за това е ниската влажност на въздуха. Някои студени пустини са отдалечени от океана, а други са отделени от него от планински вериги – и в двата случая до тях не достига достатъчно влажен въздух, който да предизвика валежи. Най-големите студени пустини са разположени в Централна Азия, други са от източната страна на Скалистите планини, от източната страна на южните Анди и в южна Австралия.
Полярните пустини са особен вид студени пустини, в които въздухът е толкова студен и съдържа толкова малко влага, че почти няма валежи и те обикновено са от сняг, често навяван от силните ветрове, образувайки бури и дюни, подобни на прашните и пясъчни в други пустини. Така на централното плато на Антарктида годишното количество на валежите е едва 50 милиметра.

### Според географското положение
Пустините се класифицират и според тяхното географско положение и преобладаващ климат като пасатни, на средна географска ширина, във валежна сянка, крайбрежни, мусонни и полярни. Пасатните пустини се образуват на 30 до 35° северна и южна ширина, субтропична антициклонална зона, в която се спускат големи маси сух въздух от високите части на атмосферата. Типична пустиня от този тип е Сахара. Пустините на средна географска ширина са разположени между 30 и 50° северна и южна ширина и обикновено са отдалечени от океана, поради което до тях достигат малко валежи. Примери за такива пустини са Тенгер и Сонора. Подобни са мусонните пустини – при тях между океана и сушата има големи температурни разлики, поради което валежите падат по крайбрежието и не проникват навътре в сушата. Такъв тип е пустинята Тар. Сходни са и пустините, образувани от валежна сянка – когато между пустинята и океана са разположени високи планини, издигащият се влажен въздух предизвиква валежи по наветрения склон на планината, а на подветрения склон въздухът се загрява и падат малко валежи. Така например пустинята Такламакан е разположена във валежната сянка на Хималаите и валежите в нея са под 38 милиметра, докато от южната страна на планината климатът е много влажен.
Крайбрежните пустини обикновено са разположени в западния край на континентите, на места, където студени течения достигат сушата или студени води се издигат от дълбоките части на океана. Хладните ветрове, минаващи над такива води, носят със себе си малко влага и крайбрежията имат ниски температури и много ниски валежи, главно под формата на мъгла и роса. Дневните и годишни температурни амплитуди са сравнително малки, съответно 11 °C и 5 °C за пустинята Атакама. Пустините от този вид обикновено са тесни и издължени, ограничени на изток от планински вериги. Такива има в югозападна Африка, Чили, Калифорния. Други крайбрежни пустини, повлияни от студените течения, има в Западна Австралия, Арабския полуостров и Североизточна Африка и най-западните части на Сахара.

### Според геоложките характеристики
Пустините биват пясъчни, глинести, каменни или снежни в зависимост от характера на почвата и състава. Снежните пустини се намират най-често в полярните области или най-високите планини. Пясъчните се наричат още бахарни, а глинестите-такири.
- Белите пясъци (White sands) в Ню Мексико – гипсова пустиня
- Сахара – типична пясъчна пустиня
- Антарктика – снежна пустиня
- Мохаве – каменна пустиня
- Сонора, Мексико – глинеста пустиня
- Юдея
- Калахари
- Пустиня в Боливия
- Гледка към марсианска пустиня, както е видяна от марсохода Спирит през 2004.

## Разпространение на пустините
Пустините заемат около 1/3 (около 50 млн. km²) от сушата на земята и в зависимот къде са разположени се поделят на 3 вида: пустинни зони в тропическите пояси, пустинни зони в субтропичните пояси и пустинни зони в северния умерен пояс.

### Пустинни зони в тропичните пояси
Пустинните зони в тропичните пояси са разположени в Северното и Южното полукълбо, предимно във вътрешните и западните (приокеански) сектори на повечето от континентите. Най-големи площи те заемат в Азия и Северна Африка, където образуват ясно изразени широчинно разположени пояси, в състава на които влизат най-голямата пустивя в света – Сахара, пустинете на Арабския полуостров и пустинните райони в Индия и Пакистан (пустинята Тар). В северна Америка тропическите пустини се простират като тесни, меридионално разположени ивици покрай западното крайбрежие на полуостров Калифорния и западните периферии на Мексиканската планинска земя. В южното полукълбо пустинните зони на тропическия пояс са добре изразени в пределите на Австралия (Голяма пясъчна пустиня, Голяма пустиня Виктория, пустинята Симпсън и др.). В Южна Африка са разположени вътрешноконтиненталната тропическа пустиня Калахари и краййбрежната пустиня Намиб. В Южна Америка тропическата пустиня Атакама се простира по крайбрежието на Тихия океан.
Пустинните зони в тропичните пояси се отличават с разнообразен релеф, във формирането на който активна роля са играли и играят процесите на физическо изветряне и еоловата акумулация. Тук се срещат планини (Ахагар и Тибести в Африка), островните планини Макдонъл и Петерман в Австралия, древни алувиални равнини (в пустинята Тар), мощни натрупвания на еолови пясъци (т.н. ерги в Сахара), многочислени езерни падини както сухи, така и заети от временни водоеми, структурни плата и други релефни форми.
Пустинните зони в тропичните пояси се характеризират с горещ и сух климат, особено в Северна Африка и на Арабския полуостров, където средната юлска температура на места достига 35 – 38°С, максималната много често надминава 50°С, а пясъкът през деня се нагрява до 90°С. Зимата е мека, топла със средни януарски температури 20 – 25°С (на места се понижава до 7°С, а на самата почва и под 0°С). В приокеанските сектори годишният ход на температурата е малък под влиянието на океаните (през лятото 19 – 25°С, през зимата 12 – 20°С). Годишната сума на валежите обикновено не превишава 50 – 100 mm, а в отделни райони не падат валежи по няколко години. В пустините на Австралия, Западен Индостан, Южна Африка и Северна Америка (в пределите на щата Калифорния) има малко по-благоприятни условия за развитие на растителност, тъй като годишната сума на валежите обичайно е над 100 mm. С изключителна сухота се отличават приокеанските пустини Намиб и Атакама. Поради пълното отсъствие на облаци сумарната слънчева радиация в пустинните зони на тропичните пояси достига най-високите показатели на Земята – 750 – 920 kj/sm² (180 – 220 ccal/sm²).
Повърхностният отток в пустинните зони на тропичните пояси е нищожен. Реките обикновене имат периодичен отток и в тях има водно течение само по време на поройни дъждове. Само големите транзитни реки (Нил и др.) имат вода целогодишно. Редките езера обикновено са засолени. Местното население използва предимно грунтови (подземни) и частично артезиански води. Почвите са предимно червено-кафяви, примитивни. В понижените участъци се срещат солончаци. Широко разпространение имат солните кори.
В пределите на най-сухите пустини (Сахара, пустините на Арабския полуостров) огромни пространства са заети от чакълести, пясъчни, каменисти и солончакови повърхности почти лишени от растителност, която обикновено е съсредоточена в коритата на временните реки и в подножята на планинските масиви. В пустините Тар, Намиб и вътрешните райони на Австралия растителността е малко по-богата, особено по пясъчните масиви, където е представена от ксерофилни храстови и полухрастови формации. В някои по-благоприятни райони растителностт се използва за паша на добитък. Животинският свят е малочислен. о(От копитните най-разпространени са антилопите, в т.ч. газели; от хищниците – хиени, чакали, в Австралия – двуутробен плъх. Има разнообразни гризачи (пясъчник, пустинен заек), влечуги (гущери, змии). Най-богата е фауната по закрепените пясъци, а най-бедна – в каменистите пустини.

### Пустинни зони в субтропичните пояси
Пустинните зони в субтропичните пояси са разположени в Северното и Южното полукълбо. В Северна Африка те се простират покрай южното крайбрежие на Средиземно море, в Азия нямат непрекъсната ивица, и се срещат фрагментарно в южните части на Средна Азия (на юг от 40° с.ш.), във вътрешността на Иранската планинска земя, отделни участъци са включени в полупустините на Северна Сирия и Ирак. В пределите на пустинните зони в субтропичните пояси попадат високопланинските „студени“ пустини на Източен Памир и Тибет. В Северна Америка субтропичните пустини заемат южната част на Големия Басейн, пустинята Мохаве и северната част на Мексиканската планинска земя. В Австралия субтропичните пустини са разпространени в южните райони на континента и се явяват продължени на тропичните пустини. В Южна Африка ландшафтите на субтропичните пустини са разпространени в пределите на междупланинските падини Голямо Кару. В Южна Америка те са привързани към източните склонове и подножия на Андите, където се редуват с полупустини.
Пустинните зони в субтропичните пояси са разположени в най-различни видове релеф, от плоските приморски равнини на Южното Средиземноморие до високите плата на Памир и Тибет. Орографските особености често обуславят съществуването на отделни пояси в субтропичните пустини. Например, субтропичните пустини в Северна и Южна Америка в значителна степен са зависими от мощните орографски бариери около тях, които спират голяма част от валежите, пренасяни от западните ветрове.
Климатът на субтропичните пуснини в пределите на равнините на Северното полукълбо се отличават с горещо лято и прохладна зима. Средната юлска температура е от 25 до 35°С, а средната януарска – от 5 до 15°С. В Северна америка, в Долината на смъртта се намира едно от най-горещите места на Земята, където температурата на въздуха е достигала 56,7°С. Високите пустини на Памир и Тибет имат студен континентален климат. През лятото температурата не превишава 10 – 15°С, а през зимата са обичайни студове от -15 до -20°С. Годишната сума на валежите не превишава 200 mm, а в най-сухите райони годишната сума е под 50 mm. Изпарението многократно превишава количеството на валежите. Сумарната слънчева радиация съставлява 670 – 750 kj/sm² (160 – 180 ccal/sm²) годишно. Повърхностният отток е крайно незначителен. Има само временни реки, в които вода тече само по време на епизодични поройни дъждове, и, които завършват в безотточни солени езера.
Растителността в горещите пустини на Азия и Северна Африка е много разнообразна. Върху глинести почви господстват полиново-ефемерови формации, по пясъчните масиви – псамофитна храстова растителнос, а в понижените части на релефа най-обичани са халофитите. Ландшафтите на Тибет и Източен Памир са почти лишени от растителност. Тук най-обичайни са редките участъци заети от приземни и възглавничкововидни полухрастови растения – пижма (Tanacetum), терескен (Krascheninnikovia), ефедра, тревисти многогодишни растения, често с вдървени стъбла (пелини, астрагали и др.) и редки нискорасли дървовидни треви. По многочислените понижени участъци се срещат острици и кобрезии. Растителността в пустините на Австралия е представена от редки участъци заети от ксерофилни храсти и полухрасти, развити върху червени и кафяви каменисти и гипсирани субтропични почви. В Южна Африка топлите зими обуславят широкото развитие в субтропичните пустини заедно със стъблените храсти и листови сукуленти. Върху засолени почви са разпространени формации от храстовидни халофити (тамариск и др.). Широко развитие имат сукулентите (кактуси, юка и др.), характерни също и за растителността на субтропичните пустини в Северна и Южна Америка.
Животините на пустините се е приспособил към живот на открити пространства, дълго преживяващи без вода, които често имат жълта или жълто-кафява окраска. За азиатските пустини са характерин пустинни зайци, пясъчници, лалугери, антилопи, а във високопланинските пустини са обичайни мармотите и многочислените гущери и змии. В африканските пустини се срещат антилопи и хиени. На другите континенти животинският свят на субтропичните пустини е много по-пъстър и има много общо с фауната на тропичните пустини. Пустинните зони на субтропичните пояси масово се използват за пасища на домашните животни.

### Пустинни зони в северния умерен пояс
Пустинните зони на умерените пояси са разпространени само в Северното полукълбо. В пределите на Евразия те се простират от запад на изток, от бреговете на Каспийско море до платото Ордос, като ширината на зоната достига 700 – 800 km. В Северна Америка пустините на умерения пояс са разположени фрагментарно в широките междупланински котловини на Големия Басейн, където тяхното съществуване е обусловено от особеностите на релефа – бариерната рола на Каскадните планини, задържащи значителна част от атмосферните валежи, пренасяни от госпадстващите западни ветрове. В Южното полукълбо няма пустини в умерения пояс.
Голяма част от зоната е заета от пясъчни пустини (северната част на Къзълкум, Муюнкум, Саръ-Ишикотрау, Големи и Малки Барсуки, Приаралски Каракуми, пясъците на Северното Прикаспие, Джунгарската и Кашгарската равнини). Между Каспийско и Аралско море, на платото Устюрт е разположена чакълеста гипсова пустиня, в пределите на Тургайското плато – глинеста пустина, западно от езерото Балхаш – глинесто-каменистата пустиня Бетпак Дала. Пустините на умерения пояс нямат единна цялостна ивица на простиране в Евразия, защото простирането им е възпрепятствано от планинските системи на Тяншан и Джунгарски Алатау.
Климатът в пустинната зона на умерения пояс е континентален, с горещо лято (средна юлска температура 22 – 32°С, максимална до 50°С) и студена и мразовита зима (средна януарска температура от -7 до -15°С, минимална до -42°С). Годишната сума на валежите е 100 – 200 mm (на места под 50 mm), като в Евразия валежите падат предимно през лятото, а в Северна Америка – през зимата. Изпарението превишава 7 – 10 пъти годишната сума на валежите. Сумарната слънчева радиация съставлява 500 – 630 kj/sm² (120 – 150 ccal/sm²) годишно.
Повърхностният отток е слабо развит. Преобладават временните реки, а постоянно течащите имат транзитен характер (Амударя, Сърдаря, Или и др.). Грунтовите води са предимно солени, а под барханите – пресни. Повечето от езерата са безотточни, засолени или солени, а размерите и очертанията им се изменят през годините. През лятото и есента в почвата отчетливо се проявява дефицит на влага. Почвите са сиво-кафяви, слабохумусни, силно карбонизирани, а на платото Устюрт – предимно гипсирани. Широко разпространение имат пустинните пясъчни почви. В понижените участъци най-обичайни са солончаците. Растителността се е приспособила към условията на продължителен сух вегетационен период, студената зима и силната засоленост на почвата. В пясъците преобладават храстовите и дървовидните формации с черен и бял саксаул, пясъчна акация, черкез (Salsola richteri), ефедра. Върху льосовидните почви на предпланинските равнини вирее растителност с участието на пелини и ефемери, върху глинестите почви – пелинови формации, а върху гипсираните чакълести почви – храстово-солянкови формации – щир, биюргун (Anabasis saisa) и др. В пустините на Северна Америка растителността е рядка, предимно храстова – тризъбест пелин, лобода, креозотов храст (Larrea tridentata) и др. със значително участие на сукуленти (кактуси). Пустинните зони на умерения пояс масово се използват за пасища на домашните животни.
Животинският свят в пустините на умерения пояс се отличава със сравнително малко разнообразие на видовете. Това е обусловено от суровите екологични условия, в частност от ниските зимни температури на въздуха и почвата. От бозайниците най-разпространени са гризачите – пясъчник, пустинни зайци, някои видове лалугери, от копитните – антилопите джеран и сайга, а от хищниците – вълк и лисица. Многочислени са костенурките, гущерите и змиите.